# Mustafa Mujezinović
Mustafa Mujezinović (* 27. Dezember 1954 in Sarajevo; † 23. Dezember 2019 ebenda) war ein bosnischer Wirtschaftsmanager, Diplomat und Politiker der Partei der demokratischen Aktion (SDA), der von Juni 2009 bis März 2011 Ministerpräsident der Föderation Bosnien und Herzegowina war.

## Biografie
Nach dem Besuch der Oberschule in Sarajevo begann er 1974 ein Studium im Fach Elektroenergie und elektrische Energieanlagen an der Fakultät für Elektroingenieurwesen an der Universität Sarajevo und schloss dieses Studium 1978 mit einem Bachelor ab. Im Anschluss begann er seine berufliche Laufbahn als Konstrukteur und später als Qualitätsingenieur bei TTS Energoinvest, einer Fabrik für Transformatoren und Schaltanlagen. Im Anschluss war er zwischen 1983 und 1990 Leiter der Techniksektion in der Verkaufsabteilung der Fabrik, ehe er bis 1992 Verkaufsmanager und Mitglied der Geschäftsführung von TTS Energoinvest war.
Mitte der 1990er Jahre begann Mujezinović seine politische Laufbahn in der Lokalpolitik und war – noch während der Belagerung der Stadt – zunächst von 1994 bis 1995 Gemeindepräsident und dann bis 1996 Bürgermeister der Gemeinde Sarajevo-Stari Grad („Sarajevo-Altstadt“). Im Anschluss wurde er im Oktober 1996 erster Premierminister und danach von Mai 1998 bis Juni 2000 Gouverneur des Kantons Sarajevo.
Danach ernannte ihn Ministerpräsident Edhem Bičakćić bis 2001 zum Botschafter von Bosnien und Herzegowina bei der Organisation für Sicherheit und Zusammenarbeit in Europa (OSZE). Nach seiner Rückkehr war er zwischen 2002 und 2004 Direktor des Privatisierungsfonds Prevent Invest, ehe er von 2004 bis 2008 Botschafter in Malaysia war. Nachdem er wieder nach Bosnien zurückgekehrt war, wurde er Berater der Geschäftsführung der Entwicklungsbank der Föderation Bosnien und Herzegowina.
Am 25. Juni 2009 wurde Mujezinović Nachfolger von Nedžad Branković als Ministerpräsident der Föderation Bosnien und Herzegowina und übte dieses Amt bis zum 17. März 2011 aus.